# Лікійський алфавіт
Лікійський алфавіт — використовувався для запису лікійської мови на останній стадії її існування. Подібно до інших малоазійських алфавітів виник під впливом грецького алфавіту, але не безпосередньо від нього, а від фінікійського алфавіту. З цієї причини зовнішню схожість з грецьким алфавітом оманливе: ряд букв, подібних за формою, мають зовсім інші значення. Хоча лікійська писемність у своїй основі є алфавітною, у ній спостерігаються деякі пережитки консонантизму фінікійського алфавіту, від якого він походить (тобто один знак для приголосного може означати склад).
Дешифрування відбувалося поетапно в кінці XIX — поч. XX ст. Внесок в інтерпретацію окремих написів внесли Сікс (Нідерланди), Ембер (Франція), Картрайт (Велика Британія), Бугге, Торп. Дешифрування завершили В. Томсен, Г. Педерсен та П. Мериджи.

## Перелік знаків
Лікійський алфавіт містив 29 знаків. Деякі звуки передавалися поєднаннями знаків, які вважаються однією літерою. Було 6 голосних (звук «o» був відсутній), плюс два носових голосних, і два знаки незрозумілого значення. Дванадцять лікійських букв не мають аналогів у грецькому алфавіті.
| Лікійських літера | Транслітерація | Транскрипція            | Примітка |
| ----------------- | -------------- | ----------------------- | --- |
| 𐊀                 | a              | голосний                | |
| 𐊂                 | b              | проривний приголосний   | |
| 𐊄                 | g              | проривний приголосний   | |
| 𐊅                 | d              | проривний приголосний   | |
| 𐊆                 | i              | голосний                | |
| 𐊇                 | w              | напівголосний           | |
| 𐊈                 | z              | сибілянт                | |
| 𐊛                 | h              | сибілянт                | |
| 𐊉                 | θ              |                         | |
| 𐊊                 | j or y         | напівголосний           | |
| 𐊋                 | k              | проривний приголосний   | |
| 𐊍                 | l              | латеральний приголосний | |
| 𐊎                 | m              |                         | |
| 𐊏                 | n              |                         | |
| 𐊒                 | u              | голосний                | |
| 𐊓                 | p              | проривний приголосний   | |
| 𐊔                 | κ              | [k]? [kʲ]? [h(e)]       | |
| 𐊕                 | r              | сонорний приголосний    | |
| 𐊖                 | s              | сибілянт                | |
| 𐊗                 | t              | проривний приголосний   | поєднання ñt передає звук «d»: наприклад, 𐊑𐊗𐊁𐊎𐊒𐊜𐊍𐊆𐊅𐊀 / Ñtemuχlida відповідає грецькому імені Δημοκλείδης / Dēmokleídēs . |
| 𐊁                 | e              | голосний                | |
| 𐊙                 | ã              | носовий голосний        | складове значення «an», приклад: 𐊍𐊒𐊖𐊙𐊗𐊕𐊀 / Lusãtra відповідає грецькому імені Λύσανδρος / Lúsandros.                     |
| 𐊚                 | ẽ              | носовий голосний        | |
| 𐊐                 | m              |                         | |
| 𐊑                 | ñ              |                         | |
| 𐊘                 | τ              | [tʷ]? [tʃ]?             | |
| 𐊌                 | q              |                         | |
| 𐊃                 | β              | [k]? [kʷ]?              | |
| 𐊜                 | χ              | [q]                     | |

## Лікійський алфавіт в Юнікод
Лікійський алфавіт включений у версію 5.1 стандарту Юнікод в діапазон U+10280 — U+1029F.